# Twoja na zawsze Lulu
Twoja na zawsze Lulu (ang. Forever, Lulu) – amerykańska komedia z 1987 roku oparta na scenariuszu i reżyserii Amosa Kolleka. Wyprodukowana przez TriStar Pictures.

## Opis fabuły
Nowy Jork. Młodą Elaine (Hanna Schygulla) od pewnego czasu prześladuje ogromny pech. Za sprawą tajemniczej Lulu (Deborah Harry) staje się ona bohaterką absurdalnych i nieprawdopodobnych wydarzeń. Zostaje wplątana w zabójstwo, kradzież i handel narkotykami. Jej tropem podążają bezwzględni gangsterzy.

## Obsada
- Hanna Schygulla jako Elaine
- Deborah Harry jako Lulu
- Alec Baldwin jako Buck
- Beatrice Pons jako wróżka
- Jonathan Freeman jako Don
- Raymond Serra jako Alfons
- Paul Gleason jako Robert
- Annie Golden jako Diana